# شيوعية
الشيوعية (بالروسية: коммунизм وبالإنجليزية: Communism مشتقة من اللاتينية: communis, common, universal) مصطلح يشير إلى مجموعة أفكار في التنظيم السياسي والمجتمعي مبنية على الملكية المشتركة لوسائل الإنتاج في الاقتصاد؛ تؤدي بحسب منظريها إلى إنهاء الطبقية الاجتماعية وإلى تغيّر مجتمعي يؤدي إلى انتفاء الحاجة للمال ومنظومة الدولة. وفي العلوم السياسية والاجتماعية هي أيدلوجيية اجتماعية اقتصادية سياسية وحركة هدفها الأساسي تأسيس مجتمع شيوعي بنظام اجتماعي اقتصادي مبني على الملكية المشتركة لوسائل الإنتاج في ظل غياب الطبقات المجتمعية والمال ومنظومة الدولة.
والشيوعيون من الأفراد والأحزاب هم المتبنون لهذه النظريات والحركات الاجتماعية والسياسية والاقتصادية الساعية للوصول لذلك النظام الاجتماعي. في سياق الحرب الباردة يشير مصطلح «الكتلة الشيوعية» إلى كتلة جيو - سياسية هيمن عليها الاتحاد السوفييتي وغلب عليها حكم الحزب الواحد أو الدكتاتورية أو الشمولية في تلك الدول. أثّرت الحركة الساعية للوصول للشيوعية بتفسيراتها الماركسية اللينينية بشكل ملحوظ على تاريخ وأحداث القرن العشرين الذي شهد تنافسًا حادًا بين الدول التي ادّعت اتباعها لهذه النظرية وأعدائها.
نشأت الشيوعية كنظرية سياسية في نهايات القرن التاسع عشر ضمن الفكر الاشتراكي ويعدّ الفيلسوف الألماني كارل ماركس (1818-1883) أبرز منظريها.
في النظرية الماركسية تعدّ الشيوعية مرحلةً معينة من مراحل التطور التاريخي الذي يخرج حتمًا من تطور القوات المنتجة التي تقود إلى غزارة في الثروة المادية التي تسمح للتوزيع المبني على الاحتياجات والعلاقات الاجتماعية التي تعتمد على حرية الأفراد.
يختلف المعنى الدقيق للشيوعية وغالبًا ما يُخلَط بينها وبين الاشتراكية في الخطاب السياسي العام. النظرية الماركسية تؤكد أن الاشتراكية ما هي إلا مرحلة انتقالية في الطريق إلى الشيوعية، ولكن اللينييون قاموا بمراجعة هذه النظرية عن طريق تقديم مفهوم حزب الطليعة للثورة البروليتارية والتحكم بجميع القوى السياسية بعد الثورة باسم العمال وبمشاركهم في المرحلة الانتقالية بين الرأسمالية والاشتراكية.
فالشيوعية نظرية اجتماعية وحركة سياسية ترمي إلى السيطرة على المجتمع ومقدّراته لصالح أفراد المجتمع بالتساوي ولا يمتاز فرد عن آخر بالمزايا التي تعود على المجتمع. وتعدّ الشيوعية (الماركسية) تيّارًا تاريخيًّا من التيارات المعاصرة. الأب الروحي للنظرية الشيوعية هو كارل ماركس، ويعدّ فلاديمير لينين من أهم من توغل في النظرية الشيوعية وأسهم في الكتابات والتطبيق فيها. ويذكر أيضًا روزا لكسمبورغ (1871-1919) كفيلسوفة ومنظّرة نشطت حتى اغتيالها.
وفي الرؤية الماركسية، الشيوعية هي مرحلة حتمية في تاريخ البشرية، تأتي بعد مرحلة الاشتراكية التي تقوم على أنقاض المرحلة اللا قومية، ويرى ماركس أن الصراع التنافسي للبرجوازية يولد العهد الكوسموبوليتي الذي يغلب عليه الطابع الاحتكاري، وتحول الربح التنافسي للربح الاحتكاري سيؤدي إلى ثورات تفرض النظم الاشتراكية ويتقاضى كل فرد في المجتمع حسب عمله، حيث يتم القضاء على الملكية الخاصة، وتأتي الشيوعية كتطور تاريخي للاشتراكية، ومن ميزات العهد الشيوعي أنه عهد أممي، وتزول الدولة تلقائيًا وتضمحل بحيث يتلاشى وجود الدولة، بينما يرى معارضو الشيوعية أن التطور التاريخي يقود إلى مرحلة العولمة، وقد رأى فوكوياما أن العولمة نهاية التاريخ، وفي النظام العالمي الذي تنبأ به فوكوياما يقول أنها ستقصي ثمانين بالمئة من سكان الأرض خارج سوق العمل، وسيعيشون على الفتات، ويرى الشيوعيون أن مرحلة العولمة هي ذاتها مرحلة الكوسموبوليتية التي تحدث عنها ماركس في بيانه الشيوعي، لكن الشيوعيين يرون أن عهد العولمة الكوسموبوليتي سينتهي إلى نظام اشتراكي تفرضه الثورات، أما معارضو الشيوعية فيرون أن العولمة هي نهاية التاريخ، ولن تتطور البشرية بعدها.

## في التاريخ

### الشيوعية المبكرة
هناك جدل كبير حول أصول الشيوعية حيث أن كثيرًا من الجماعات التاريخية وعديد من الباحثين وصفت معتقداتهم في وقت لاحق بأنها شيوعية. الفيلسوف الألماني كارل ماركس على سبيل المثال يرى بأن الشيوعية الأولية هي الأصلية، فبرأيه أنه فقط عندما استطاع الإنسان إنتاج الفائض الاقتصادي تطورت الملكيات الخاصة، حيث ظهرت فكرة الطبقات الاجتماعية والتفاوت الاجتماعي لأول مرة في اليونان القديمة.
كثير من المثقفين الغربيين دافعوا عن أفكار مشابهة لفكرة الشيوعية. ففي القرن الرابع قبل الميلاد، قام الفيلسوف اليوناني أفلاطون باقتراح يضع الملكية عامة لكل المجتمع لكي يبعد عن طبقات المجتمع الدنيا التناحر فيما بينها في ملكية العقار وأيضا نجد عند أفلاطون في كتابه جمهورية أفلاطون أول مبادئ الشيوعية حين ذكر بعض من المبادئ التي نادى بها كارل ماركس في مثاله عن المدينة الفاضلة للفارابي التي تقوم على مشاعية الملكية.
في العام 1534، قام المدعو جون من مدينة لايدين بتحويل مدينة منستير إلى مجتمع أطلق عليه اسم «القدس الجديدة» وابتدع فكرة تعدد الأزواج والزوجات إلى أن هجم الكاثوليك على تلك المدينة مما أدى إلى حدوث مذبحة في المدينة ونهاية حلم المدعو جون.
في القرن التاسع عشر وإبّان الثورة الصناعية في أوروبا، سئم كثيرون من الانحطاط والاضطهاد اللذين ألمّا بالناس نتيجة اللهث وراء لقمة العيش فاعتزلوا المجتمع، ونذكر هنا روبرت أوين الذي اعتزل المجتمع وكوّن مجتمعًا صغيرًا أسماه نيو هارموني في ولاية إنديانا الأمريكية وكان المجتمع الصغير الذي أنشأه يتخذ طابعًا شيوعيًا.
في تاريخ الفكر الغربي، كانت فكرة «المجتمع» مبنية على الملكية المشتركة وتلك الاعتقادات تعود لعصور قديمة جدًا، ومن الأمثلة على ذلك ثورة سبارتاكوس في روما وحركة مازداك في القرن الخامس في بلاد فارس (إيران) التي وصفت بأنها شيوعية لتحديها طبقات عظيمة من النبلاء ورجال الدين.
في وقت أو بآخر العديد من المجتمعات الشيوعية الصغيرة وجدت بشكل عام بإلهامٍ من الكتاب المقدس، ففي الكنيسة المسيحة في العصور الوسطى على سبيل المثال تشارك بعضٌ من المجتمعات الرهبانية والمجتمعات المتدينة ملكياتهم.
وهنالك فكرة شيوعية أخرى تعود لأعمال الكاتب الإنجليزي في القرن السادس عشر ثوماس مور، ففي مقالته «يوتوبيا» عام 1516 قام مور بتصوير المجتمع مبنيا على التشارك بالملكيات وحكامه يديرونه من خلال تطبيق السببية. وفي القرن السابع عشر فكرة شيوعية أخرى قد برزت في إنجلترا حيث مجموعة من البروتستانتيين المتدينيين المعروفيين «بالحفاريين» دعوا إلى إلغاء الملكية الخاصة للأراضي.
والديمقراطي الاجتماعي والباحث السياسي الألماني إدوارد برنستين جادل في مقالته «كرومويل والشيوعية» لعام 1895  بأن بعض الجماعات في الحرب المدنية الإنجليزية خاصةً «الحفارين» تعتنق الشيوعية بوضوح، وأضاف بأن موقف كرومويل تجاه هذه الجماعات كان ذو وجهتي نظر وفي أغلب الأحيان عدائي.
استمر نقد فكرة الملكيات الخاصة حتى عصر التنوير في القرن الثامن عشر عبر مفكرين مثل جان جاك روسو في فرنسا. لاحقا وبعد الثورة الفرنسية برزت الشيوعية كعقيدة سياسية.
العديد من الإصلاحيين الاجتماعيين في أوائل القرن التاسع عشر اسسوا العديد من المجتمعات المبنية على الملكية المشتركة، ولكن على عكس المجتمعات الشيوعية السابقة فقد قاموا باستبدال التشدد الديني بأساسات عقلانية وإنسانية.، ومن أكثر هؤلاء المصلحين ملحوظية؛ روبرت أوين مؤسس نيو هارموني في انديانا عام (1825)، وشارل فورييه الذي قام توابعه بتنظيم العديد من المستوطنات في الولايات المتحدة مثل مزرعة بروك (1841–47). وصف كارل ماركس هؤلاء الاصلاحيين بأنهم «اشتراكيوون طوباويوون» ليجعل منهم نقيضا لبرنامجه «الاشتراكية العلمية» (وهو مصطلح تمت صياغته من قبل فريدريك إنجلز)، والعديد من الكتاب أيضا تم وصفهم بأنهم «اشتراكيوون طوباويوون» منهم سان سيمون.
في شكلها الجديد، انبثقت الشيوعية من الحركة الاشتراكية في القرن التاسع عشر في أوروبا، وعندما تقدمت الثورة الصناعية قام النقاد الاشتراكيون بلوم الرأسمالية على معاناة وشقاء طبقة البروليتاريا -طبقة جديدة من عمال المصانع الاوروبيين يعملون بكدح في اغلب الاحيان- وعلى وضعهم الذي يمكن وصفه بالسيئ للغاية. وفي مقدمة هؤلاء النقاد ماركس ومساعده انجلز. وفي عام 1848 قام ماركس وانجلز بوضع تعريف جديد للشيوعية الذي عرف من خلال كتيبهما المشهور بيان الحزب الشيوعي

### الشيوعية الحديثة

الدول التي تعتمد على النظام اللينيني-الماركسي حاليًا (باللون الأحمر) وسابقًا (باللون البرتقالي)

هيأت الثورة البلشيفية في روسيا الظروف لِـلينين حتى يصل للسلطة، حيث كانت تلك هي المرة الأولى لأي شيوعي كان قد أعلن شيوعيته ليصل فيها لهذا المنصب. وحولت هذه الثورة أيضًا القوة للدوما الروسي في الاتحاد السوفييتي حيث كانت الأغلبية العددية فيه للبلاشفة. ولّد هذا الحدث جدالًا نظريًا وعمليًا عظيمًا ضمن الحركة الماركسية حيث تنبأ ماركس أن الشيوعية والاشتراكية ستُبنى من أكثر المنظمات الرأسمالية تقدمًا. كانت روسيا أكثر الدول فقرًا في أوروبا مع عدد مهول من الأميين الفلاحين وعدد قليل جدًا من العمال في مجال الصناعة إلا أن ماركس صرّح أن روسيا قد تكون قادرة على أن تتعدى مرحلة البرجوازية هذه وكثير من الاشتراكيين ايضًا آمنوا أن الثورة الروسية ستكون نذيرًا بثورة العاملين في الغرب.
عارضت المناشفة (الأقلية) على خطة لينين البلشيفية (الأغلبية) عن الثورة الاشتراكية وهذا حدث قبل تطور الرأسمالية بشكلٍ كامل. نجاح البلاشفة في الوصول إلى السلطة يُعزى لشعارات مثل «سلام، وخبز، وأرض» والتي إستغلت رغبة الشعب الكبيرة في إنهاء التدخل الروسي في الحرب العالمية الأولى، حيث طالب الفلاحون بإصلاح زراعي ودعم شعبي للسوفييت.
المنظمة الإشراكية الدولية تفككت في عام 1916 جَرّاء انقسامات وطنية حيث أن الأحزاب الوطنية المنفصلة التي كانت تتألف منها لم تستمر على بقائها موَحدة في الحرب العالمية الأولى.

### الحرب الباردة

ماو تسي تونغ.

شهد الدور القيادي للشيوعية في الحرب العالمية الأولى وظهور الاتحاد السوفيتي قوة عظمى مع نفوذ قوي للشيوعية في أوروبا الشرقية واسيا كما لعبت الاحزاب الشيوعية دورا كبيرا في دعم الحركات الاستقلالية، وقد توليت الدول الشيوعية الجديدة المساعدات من الاتحاد السوفيتي مثل بلغاريا وتشيكسلوفاكيا وألمانيا الشرقية وبولندا والمجر ورومانيا لكن حكومة يوغسلافيا كانت مستقلة تحت قيادة جوزيف بروس تيتو وبسبب سياسات تيتو المستقلة عن الاتحاد السوفيتي ووقوفة على الحياد أثناء الحرب العالمية الثانية ادت إلى طرد يوغسلافيا من الكتلة الشرقية واتهام تيتو بالانحراف عن الماركسية وسميت سياستة بالتيتوية، كما أن البانيا كانت من البلدان الشيوعية ذات الارتباط القوي بالاتحاد السوفيتي الا ان علاقاتها مع الاتحاد السوفيتي كانت قد ضعفت بعد وفاة ستالين، وفي عام 1949 كان الشيوعيون الصينيون قد سيطرو على الصين بقيادة ماو تسي تونغ مما ادى إلى تزايد القوة والنفوذ الشيوعي في العالم فضلا عن نجاح الشيوعيين في هزيمة الأمريكيين في الحرب الفيتنامية والحرب الكورية وتوحد الشيوعيين مع الحركات القومية والاشتراكية ضد الامبريالية الغربية على حد تعبيرهم، واعتبرت الشيوعية تهديداً ومنافساً للديمقراطيات الغربية على حد تعبيرهم وهذا التنافس وصل إلى ذروتة خلال الستينات عندما بداء سباق التسلح والصدامات بين الشيوعيين والغرب في شتى دول العالم والتنافس في مجال استكشاف الفضاء وغيرها وفي بداية الحرب الباردة في الخمسينات قام جوزيف مكارثي رئيس ولاية ويسكنسن الأمريكية باتخاذ الاجراءات للحد من النفوذ الشيوعي في أمريكا فتم اعتقال أي شخص يشتبة بكونة شيوعي وحبس العديد من الكتاب والمثقفين المشهورين منهم ألبرت أينشتاين وتشارلي شابلن بتهمة ميولهم للشيوعية.

## أفكار ماركس وإنجلز

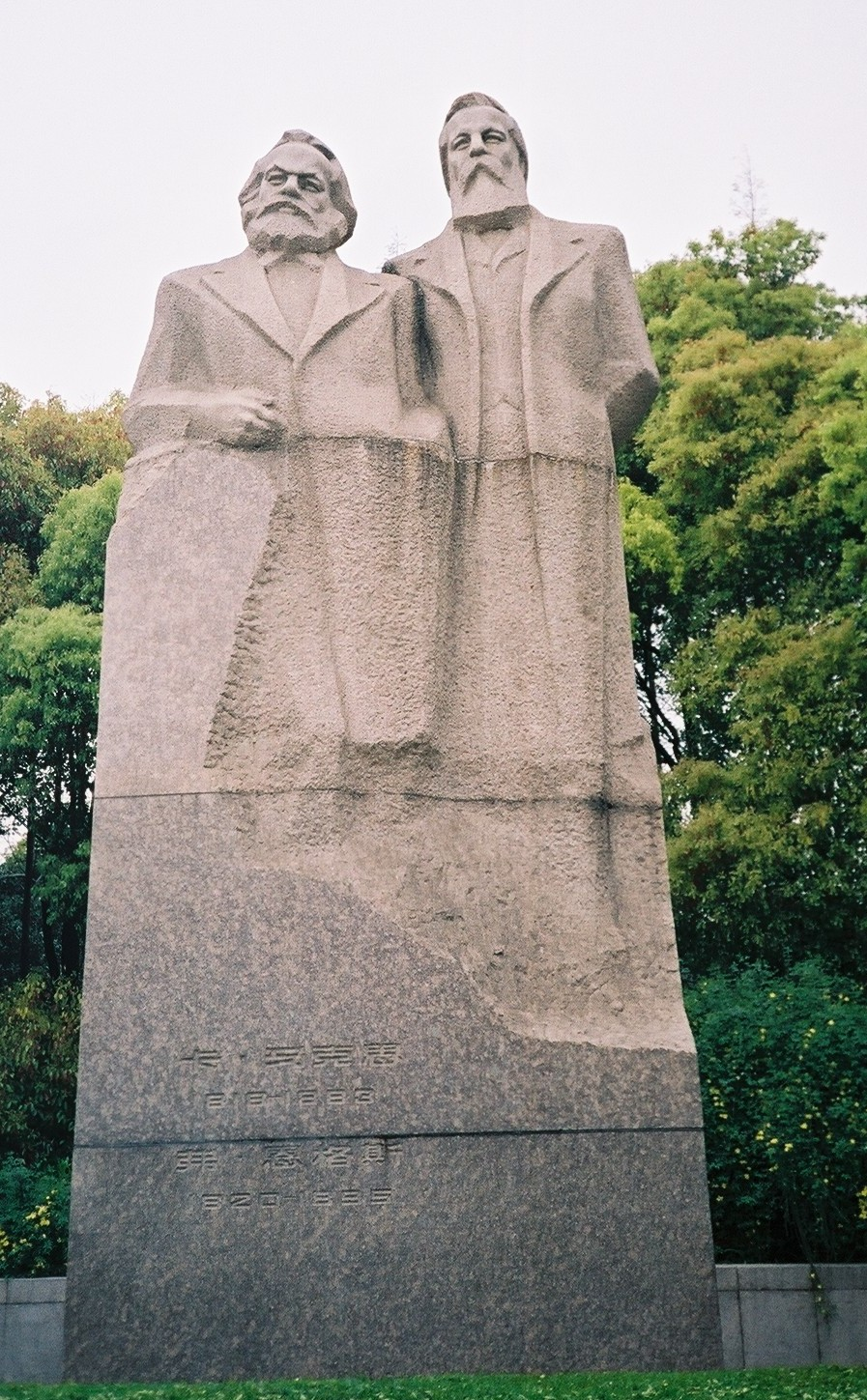
نصب تذكاري مخصص لكارل ماركس (على اليسار) وفريدريك إنجلز (على اليمين) في شينغهاي؛ الصين

أفكار كل من كارل ماركس وفريدريك إنجلز مَثَّـلتْ الشيوعية كحركة ثورية ولكن ليس من الضروري أن تتبلور هذه الحركة في بقعة معينة من العالم بل من الممكن أن تحدث في العالم كلّه استنادًا على الورقة التي تقدّم بها الرجلان في وصف الشيوعية. يصف الرجلان التاريخ -بحلوه ومرّه- بأن الصراع الطبقي هو صراع بين طبقات المجتمع، وفي كل مجتمع نجد أن طبقة صغيرة متنفّذة تملك وسائل الإنتاج والعطاء بينما السواد الأعظم من المجتمع يسهم إسهامًا في عجلة المجتمع الاقتصادية والإنتاجية. في هذه المرحلة، كانت الرأسمالية تتحكم وتسيّر عجلة الاقتصاد بصورة غير منصفة من وجهة نظر كارل ماركس في ورقته المعنونة بـنظرية قيمة العمل.

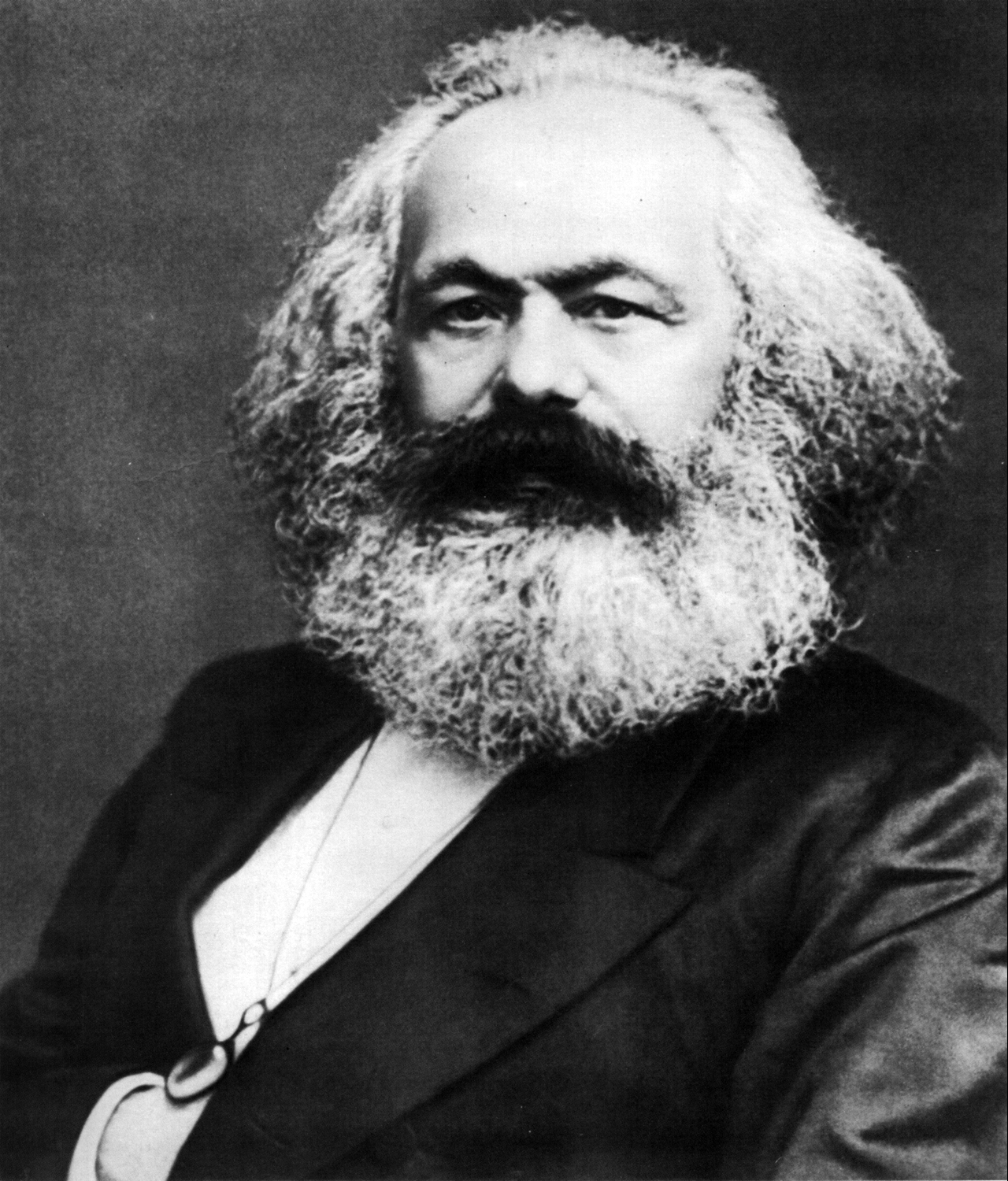
كارل ماركس

يُسهب الرجل في كيفية استغلال البرجوازيين للطبقة الكادحة ويستدلّ بالطريقة التي يشتري بها أرباب الأعمال قوة عمل العامل عن طريق دفع راتب مقطوع لهذا العامل ومن ثمّ يقوم ربّ العمل ببيع السلعة التي يصنعها العامل بفارق ربح. كان كارل ماركس يرى في العملية آنفة الذكر إجحافا بحق العامل وأن هناك خللا في تطبيق العدالة بين ما يجنيه العامل من عائد متمثّل في راتبه المقطوع وبين الربح الفاحش الذي يجنيه أرباب الأعمال. يعتقد ماركس أنّها مسألة وقت يعي فيها العمّال في شتّى أنحاء الأرض الأهداف المشتركة في تحقيق العدالة الاجتماعية ويتّخذ العمّال الخطوة الأولى في الإطاحة بأرباب الأعمال والقيام على تقسيم الثروة بينهم وعزل البرجوازيين من معادلة الرّبح وأن هذا التصرّف سيكون تلقائيًا وحتميًا.

## لينين والشيوعية
استنادًا إلى نظرية كارل ماركس، سيتحوّل العالم الرأسمالي إلى عالم اشتراكي وفي النهاية سيصل به المطاف إلى الشيوعية، وكانت الشيوعية ما زالت نظرية في الكتب باستثناء كومونة باريس، ولم يتم التطرق إلى أسس التنظيم بشكل مباشر للأحزاب الشيوعية، والتدابير الثورية التي وضعها كارل ماركس وفريدريك إنجلز كانت عاجزة عن تكون أممية، فمثلا كان أحد التدابير الثورية هو أن على الشيوعيين عند الاستيلاء على السلطة البدء بتأميم المصارف، وهذا التدبير لا ينطبق على الدول التي لايوجد فيها مصارف خاصة، لذلك نوه إنجلز لاحقا على أن التدابير الثورية تكون حسب ظروف الدول، وهنا جاء لينين ليضع أساسيات التدابير الثورية، وأسس تنظيم الأحزاب الشيوعية، وقام بأول ثورة شيوعية وارتبط اسمه باسم الشيوعية حيث أصبحت الأحزاب الشيوعية تنتهج الماركسية-اللينينية، ويعبر اسم الماركسية عن ايدولوجيا الأحزاب الشيوعية، ويعبر اسم «اللينينية» عن أسس التنظيم الحزبي.

## الشيوعية في المجتمع العربي
ظهرت كتب ومقالات قديمة لكن ترجمتها وصلت حديثا للساحات العربية كما ساعدت وشجعت هذه الكتب على اظهار أجزاء غامضة ومريبة من الافكار الماركسية من أبرز المترجمين لهذه الكتب هما عبدالحسين سلمان وسعدي عبداللطيف واخرون من المترجمين كما ادت هذا الترجمات إلى بروز واظهار الحقائق وخصوصا في تدوينها على الإنترنت

## كلمة «الشيوعية» في اللغة
الشيوعية في اللغة تأتي من كلمة مشاعية، مصدر صناعيّ من شُيُوع، وهي مذهبٌ يقوم على إِشاعة الملكية، وأَن يعمل الفرد على قدر طاقته، وأَن يأخذ على قدر حاجته
والمشاعية هي في مفهوم الماركسيين والشيوعيين، مشاعية الملكية للأرض ووسائل الإنتاج، ويرى الشيوعيون أن الشيوعية هي مرحلة تاريخية تتلو الاشتراكية، وحسب أدبيات الأحزاب الشيوعية فإن الفرق بين الشيوعية والاشتراكية يتلخص بالشعارات التالية حيث أنه في النظم الاشتراكية، يكون لكل عمله ولكل حسب جهده، أما في العهد الشيوعي فيكون لكل عمله ولكل حسب حاجته.

## المدارس الشيوعية
للشيوعية العديد من مدارس الفكر والتي بصورة عامة تكون اما ماركسية أو لاسلطوية (شيوعية لاسلطوية) أو مدارس الايديوليجيات السياسية الجامعة باللاسلطوية والماركسية. وكل هذه المدارس تشترك
بطريقة التحليل  التي نبع من نظامها الاقتصادي النظام المجتمعي الحالي والذي ينقسم إلى طبقتين رئيسيتن هما: الطبقة العاملة -والتي تعمل لتعيش وهي تشكل النسبة الأكبر من المجتمع- والطبقة الرأسمالية - التي تجني ارباحها من توظيف طبقة البروليتاريا عن طريق امتلاكها لوسائل إنتاج (الوسائل الفيزيائية والمؤسسية التي من خلالها يتم إنتاج السلع وتوزيعها) وهي تشكل الاقلية من النسبة الإجمالية للمجتمع. وذلك الصراع السياسي الاقتصادي الاجتماعي بين هاتين الطبقتين سوف يؤدي إلى تغيير أساسي في النظام الاقتصادي من خلال تحويل واسع النطاق للمجتمع، والعنصر الأساسي لهذا التحويل هو امتلاك المجتمع لوسائل الإنتاج.

### المدارس الشيوعية الماركسية

#### الماركسية – اللينينية
هي الرؤية الاشتراكية التي اعتمدها الاتحاد السوفيتي وأغلب الأحزاب الشيوعية ما زالت تعتمدها قبل المؤتمر العشرين للحزب الشيوعي السوفيتي. تقول النظرية بإمكانية بناء الشيوعية عن طريق برنامج ضخم تصنيعي وجماعي. وعلى الرغم من سقوط الاتحاد السوفيتي ما زالت الأحزاب الشيوعية تدعو لرفع الراية الماركسية اللينينية. كذلك تقول الماركسية اللينينية بالامبريالية الرأسمالية، والتركيز على بناء الحزب الذي يحكم نيابة عن الطبقة العاملة، وتطوير الدولة الاشتراكية والمركزية. قام لينين هنا بتكييفها مع الوضع في روسيا.
وتختلف تفسيراتها بين الشيوعيين التقليديين وبين الستالينيين والماويين أن الماركسية اللينينية هي التي ترفض مقررات المؤتمر العشرين للحزب الشيوعي البلشفي في الاتحاد السوفيتي بقيادة نيكيتا خروتشوف؛ ومن أكثر أنواعها شيوعًا:

##### الستالينية
هي الوصف الذي ينعت به الماركسيون اللينينيين والماويين المناهضين للمؤتمر العشرين للحزب الشيوعي البلشفي ويوصف به الستالينييون والماويون من قبل انصار الاتحاد السوفيتي والاحزاب المعترف بها رسميا من قبل السوفييت ومن التروتسكيين.

##### التروتسكية
هو النهج السياسي المناهض للحكم الماركسي اللينيني في الاتحاد السوفيتي إبان فترة حكم جوزيف ستالين ويعدّ التروتسكيين ان تروتسكي منظر شيوعي قد يكون أهم من لينين نفسه.

##### الماوية
اتجاه بأصول الفكر الماركسي بفروع صاغها ماو تسي تونغ. كان لإصلاحات خروشوف صدى في تصاعد الخلافات بين الصين والاتحاد السوفيتي. الأحزاب المعارضة لخروشوف قالت بأنها معادية للرجعية والتحريفية.

#### التيتوية
تقوم على أساس أن كل بلد يجب أن يكون لديه الوسائل الخاصة من أجل تحقيق الشيوعية وفقا لظروف البلد نفسه، ولا يمكن تطبيق نموذج وحيد على الجميع. هذا الاتجاه منسوب إلى الزعيم اليوغسلافي يوسف بروز تيتو. وكان فكر تيتو يدعو إلى الوقوف على الحياد أثناء الحرب الباردة مما أدى إلى مقاطعتة في كل الدول الشيوعية وتم اعتبار فكره منحرف عن الماركسية من وجهة نظر الماركسية اللينينية

#### الشيوعية المجالسية
هي نظرية ماركسية وتحررية في الوقت عينه، تعارض المركزية في الديمقراطية الاجتماعية وفي اللينينية. حيث تؤكد على حكم مجالس العمال في مواقع العمل والمجتمعات. ويدار المجتمع ككل من قبل مجلس العمال الذي يتألف من مندوبين عن العمال يمكن عزلهم في أي لحظة.

#### اللوكسمبورغية
ترتكز على كتابات روزا لوكسمبورغ حيث تقول أن المركزية الديمقراطية ليست ديمقراطية حقيقية. تدعم فكرة الشيوعية المجالسية. تشبه التحررية في الاعتماد على الجماهير في الثورة، ولكنها ترى أهمية للحزب الثوري. ترفض سياسة الإصلاحات الديمقراطية الاجتماعية. انتقدت روزا كل من لينين وتروتسكي.

#### زوتشيه
أيديولوجية كوريا الشمالية. تصف أنها التطبيق الخلاق للماركسية اللينينية. تستبدل العمال بالعسكريين كقوة ثورية رئيسية. وفقًا لكيم جونغ إيل يجب أن يكون للشعب استقلال في الفكر والسياسة واكتفاء ذاتي اقتصادي واعتماد ذاتي في الدفاع. وأن السياسة يجب أن تخدم تطلعات الجماهير ويجب أن تخدم بناء الثورة، وأن أسلوب الثورة والبناء يكون وفقًا للبلد، وأهم عمل ثوري هو التعبئة الفكرية الشيوعية للجماهير.

### المدارس الشيوعية غير الماركسية

#### الشيوعية التحررية
ترتبط بميخائيل باكونين ولا تعود للأممية بل لنقابة العمال الدولية. يربط الشيوعيين التحرريين الدولة بالرأسمالية وأن الواحدة لا يمكن أن تلغى بدون الثانية. الشيوعي التحرري بيتر كروبوتكين قال بالتحول الثوري للمجتمع. النقابية التحررية تساند الشيوعية التحررية ولكنها ترتكز على النقابات بدلا من الأحزاب في التغيير الثوري. تدعم الشيوعية التحررية التنظيم الاجتماعي الحر الذي يقوم على الملكية الجماعية لوسائل الإنتاج وعلى الديمقراطية المباشرة وعلى سلطة مجالس العمال بالتوافق مع الحرية الفردية والديمقراطية.